# Хомич Микола Харитонович
Микола Харитонович Хомич (нар. 12 липня 1959, Бараккуль, Казахстан) — український письменник, дитячий лікар-реаніматолог, меценат і мандрівник. Член Національної спілки письменників України (2016).

## Життєпис
Народився Микола Хомич у поселенні Бараккуль у Казахстані. 1972 року сім'я повернулася на батьківщину батька — в українське місто Новоград-Волинський. Після повернення до України, в 7-ий клас хлопець пішов до Новоград-Волинської школи № 1 імені Лесі Українки. Вона була розташована в колишній будівлі садиби Завадських, де в 1873—1879 роках мешкала родина Косачів. Нині це Ліцей № 1 імені Лесі Українки. В опусі «Вавилонська вежа» автор згадує шкільні роки і шлях до самоідентифікації.
На вибір майбутньої професії вплинула книга Гуго Глязера «Драматическая медицина. Опыты врачей на себе».
Після закінчення Вінницького медичного інституту став дитячим лікарем. За 10 років лікарської практики працював в дитячому, в інфекційному відділенні та в реанімації.
1986—1987 — брав участь в ліквідації наслідків аварії на Чорнобильській атомній електростанції як лікар військової частини. Має посвідчення ліквідатора ЧАЕС ІІ категорії.
В часи Перебудови в СРСР працював лікарем у Таджикистані. Після розпаду Союзу створив власний медичний бізнес.
З 1998 року мешкає у Києві.

## Творчість
Бажання писати з'явилося у третьому класі. В оповіданні «Про все» автор згадує, що у 1967 році він подивився фільм «Туманность Андромеды», де історія йому здалася незакінченою. Тоді М.Хомич вирішив її продовжити: використав безліч наукових термінів, які коли-небудь чув, списав цілий зошит. Першим читачем і критиком була мама, але вона не оцінила його опус, лише запитала: чому не вивчив уроки? Оповідання було незрілим і по-дитячому наївним. «Я вдячний мамі зараз, каже письменник. — Адже в літературу прийшов у зрілому віці: з життєвим досвідом і особистим запасом знань».
М. Хомич написав та видав білінгво в Україні 12 книжок. Твори перекладені багатьма мовами світу, зокрема, азербайджанською, грецькою, білоруською, румунською.
Книжки письменника є в багатьох парламентських бібліотеках світу, зокрема, у Бібліотеці конгресу США та бібліотеці Вселенського патріарха Варфоломія.
Перша книжка «Ночь русалки» (збірка повістей, оповідань і есеїв) вийшла 2011 року. Наступного року роман «Время» з аудіо версією.
2013 — написав історичний роман «Пространство Х, или Территория лжи», а в 2016 роман «Тайна гробницы», що разом склали дилогію.
В 2016 Микола Хомич став членом НСПУ.
У 2018 році вийшов роман-дилогія «Чорний Місяць».
Його книжки перекладено іншими мовами. У Румунії й Білорусі виходить роман «Час», відповідно румунською і білоруською мовами. Також у рамках міжнародного культурного обміну з'являється переклад азербайджанською — роман «Загадка гробниці» (2018), а 2019 року («Το μυστικό της σαρκοφάγου») — новогрецькою мовою у м. Афіни. Ця історична книжка, новогрецькою мовою, долетіла і до Вселенського патріарха Варфоломія у Константинополь у жовтні 2020 року, куди був запрошений Микола Хомич. 2024 року виходить книга "Η επικράτεια του ψέματος", перекладена новогрецькою мовою перекладачем Оксаною Терещенко та видана видавництвом "Πνοή" у м. Афіни.
2021 року вийшла збірка оповідань «В погоне за Южным Крестом» («Радуга»).
Бібліографія
- 2013 — «Ніч русалки»;
- 2016 — «Територія брехні». книга 1;
- 2016 — «Загадка гробниці». книга 2;
- 2018 — «Час»;
- 2018 — «Чорний місяць»;
- 2021 — «В погоне за Южным Крестом», збірка оповідань;
- 2022 — «Задум Бога», книга 1;

## Огляд творчого доробку

### «Ніч русалки»
Перша книжка письменника, написана російською («Ночь русалки», Фоліо, 2011; переклад — Гамазин, 2013), куди ввійшли повісті, оповідання й есеї. Книжка поділена на розділи: «Ніч русалки» (три повісті), «Думки на шляху» (4 есеї) та «Як я став чоловіком» (5 оповідок). Підбірка текстів до книги зроблена за принципом їхньої дивовижності. Коли вигадка стає реальністю, а реальність вигадкою. Вміння автора інтригувати й іронізувати зачаровує, і його сміливо всі називають невиправним романтиком.
Повість — як поетичне і піднесене освідчення в коханні жінці та любові до Києва. «Усім відьмам Києва присвячується!» — ці слова автора відразу налаштовують на містику. Головний герой твору шукає свою кохану в іншому часі, в іншому вимірі.

### «Час»
Це перший роман письменника. Виданий спершу російською, потім — у перекладі українською («Время», Фоліо, 2012; переклад — Радуга, 2018). Зі слів автора, писався легко. Головний герой твору — лікар. Роман про обмеженість часу, переоцінку життя, про період глянцю і гламуру, коли Україна із періоду соціалізму перейшла в капіталізм. Присвячений роман усім, хто кохав і кохає.

### «Територія брехні»
Пишучи книги, автор читає багато спеціальної літератури та подорожує. Для написання свого другого роману («Пространство Х, или Территория лжи», Радуга, 2013, 2016; переклад — Юніверс, 2016) письменник побував в Норвегії та Швеції. Це історичний детектив про загадкові графіті Софії Київської і тисячолітню таємницю, яка криється в генах нащадків Київської Русі. Роман розкриває маловідомі сторінки давньої української історії.  Книга перекладена грецькою та видана і розповсюджується в Греції та на Кіпрі. 

### «Загадка гробниці»
Після «Території брехні» з'явилося бажання продовжити історію, пов'язану зі зникненням останків Ярослава Мудрого. Для написання «Загадки гробниці» автор їздив у США, разом із науковцями Софії Київської, вивчив факти та свідчення зникнення ікони Миколи Мокрого і мощей Ярослава Мудрого. У США письменник не тільки знайшов сліди втрати реліквій, а й познайомився з людиною, яка знає, де вони знаходяться.
Книга російською і українською мовами вийшла 2016 року («Тайна гробницы», Радуга, 2016; переклад — Саміт-Книга, 2016). За сюжетом твору, перша гібридна війна на наших землях організована Ярославом Мудрим. Він перший створив паралельну реальність і підмінив у літописі правду брехнею. Перед читачами роману Миколи Хомича постає велетенське історичне полотно, де головною сполучною ниткою, що стібок за стібком проникає з ХІ століття у ХХІ, являється любов. Це почуття, сплітаючись у вигадливий візерунок, назавжди поєднає долі Ярослава Мудрого й шведської принцеси Інгігерди, їхніх дітей — Ізяслава, Святослава, Всеволода та їхніх дружин; залишить слід у долях правителів і простих людей, а також головних героїв роману — наших сучасників.
Після виходу дилогії Миколи Хомича «Територія брехні» і «Загадка гробниці» в Україні створили документальний науковий фільм про пошук ікони Миколи Мокрого і мощей Ярослава Мудрого. Поїздку до США знімальної групи частково спонсорував Микола Хомич.
Роман «Загадка гробниці» («Το μυστικό της σαρκοφάγου»), перекладений новогрецькою мовою, номінувався двічі — на премію PUBLIC, Греція (2020 р.) та на премію Drahoman Prize, Україна (2021 р.).
У жовтні 2020 році разом з хранителями «Софії Київської» відвідав з офіційним візитом Вселенського патріарха Варфоламея I у Константинополі та отримали благословіння на повернення реліквій в Україну — ікони Миколая (Мокрого) та мощів Ярослава Мудрого. Багаторічний процес по поверненню історичної пам'ятки на територію України, врешті увінчався успіхом в квітні 2022 року. Отримано дозвіл на повернення ікони в Софію Київську!
Книга перекладена грецькою та видана і розповсюджується в Греції та на Кіпрі. 

### «Чорний місяць»
Це продовження книжки «Ніч русалки». До нього підштовхнули автора читачі, які на Лисій горі Києва встановили пам'ятник головній героїні твору. На могилі — епітафія латиною: «Любов не помирає». Здивований письменник запросив на місце одну із київських відьом, яких зараз називають парапсихологами. Вона сказала, стоячи біля могили, що тут похована неупокоєна душа. Це перевернуло душу вразливого письменника і змусило сісти за продовження книжки. Він навіть помандрував у джунглі Амазонки, де пройшов обряд, пов'язаний з духами померлих.
В романі «Чорная луна» (Радуга, 2018; переклад — ЛА «Друге дихання», 2018) йдеться про зниклі річки Києва. Для достовірності передачі у творі духу стародавнього Києва автор вирушає як диґер шляхами підземних річок нинішньої столиці. Так готувався для читача коктейль, інгредієнтами якого стали детектив, містика і любов. Головний герой подорожує у просторі і часі, занурюючись у світ шляхетності й кохання.
Театралізована презентація книжки «Чорний місяць» відбулася у «Театрі на Подолі» і продовжилася на горі Уздихальниці з фаєр-шоу, виставою на ходулях і персонажами у костюмах відьом, люцифера тощо.

### «В погоне за Южным Крестом»
Книжка «В погоне за Южным Крестом» («Радуга», 2021) про те, як життєво важливо зберегти надію, що усе можна змінити, або хоча б спробувати. І про те, що закон бумеранга є. Якщо допоможеш комусь — тобі обов'язково відгукнеться. Усе в нашому світі взаємопов'язане.

### «Задум Бога» - трилогія
Це перша книга із запланованої трилогії, кожна з яких є самодостатньою і окремо. Дивовижне переплетіння доль кількох поколінь головних героїв роману — Головачів, Лісницьких та Лобуров глибоко, правдиво та динамічно відображає особливості ключових періодів історії України. Автор розкриває непрості відносини України та Росії, які складалися багато років та підводять до розуміння сьогоднішніх напружених подій між двома державами.
Роман сповнений багатьох цікавих подробиць життя та побуту українців XV—XIX століть, традицій запорізьких козаків, передає атмосферу тих часів, лаконічно та захоплююче розкриває суть багатьох історичних явищ, залучаючи для цього відомі постаті. Не залишає поза увагою автор аристократичні сім'ї того часу — Сангушка, Потоцьких, Вишневецьких, Любомирських, Чарторійських.
Твір буде цікавий кожному, хто захоплений історією України, але хоче пізнавати її не з сухих документів, а розгортаючи широке яскраве полотно художньої літератури, яке дає уявлення про взаємозв'язок причин та наслідків, і змушує усвідомлено та небайдуже ставитися до всього, що відбувається сьогодні з нашим народом.
Друга книга трилогії отримала назву: "Задум Бога. Надії і сподівання" і була презентована 28 травня 2025 року в Національній бібліотеці імені Ярослава Мудрого в місті Київ. 
Дивовижне переплетіння доль кількох поколінь головних героїв роману — Головачів, Лісницьких і Лобурів глибоко, правдиво і динамічно відображає особливості ключових періодів історії України. Автор розкриває непрості взаємини України і Росії, які складалися упродовж багатьох років і підводить до розуміння сьогоднішніх трагічних подій. Роман сповнений цікавими подробицями життя і побуту українців XV–XIX століть, традицій запорозьких козаків, а також євреїв, поляків і німців, які жили на території України. Автор аргументовано передає атмосферу тих часів, лаконічно і захоплююче розкриває суть багатьох історичних явищ, залучаючи для цього відомі постаті. Не залишає без уваги аристократичні родини того часу: Сангушків, Потоцьких, Вишневецьких, Любомирських, Чарторийських. Особливу увагу в другій книжці трилогії автор приділяє постаті Богдана Хмельницького. Читач дізнається багато подробиць особистого життя великого гетьмана, про які, можливо, раніше не чув.
Твір сподобається кожному, хто цікавиться історією України, але хоче пізнавати її не з сухих документів, а розгортаючи широке яскраве полотно художньої літератури, котре дає уявлення про міцний взаємозв’язок причин і наслідків і змушує усвідомлено і небайдужe ставитися до всього, що нині відбувається з нашим народом.

## Меценатство
Місію мецената Микола Хомич активно почав реалізовувати під час Революції Гідності. А до того гроші, зібрані з продажу роману «Время», передав Львівській дитячій лікарні на придбання обладнання для лікування дітей хворих гострою формою лейкозу.
У 2016 р. на території школи імені Лесі Українки в Новограді-Волинському коштом мецената — її випускника — було встановлено пам'ятник Лесі Українці (скульптори Олесь Сидорук і Борис Крилов) та закладено «Алею талантів», у межах Всеукраїнського дитячого конкурсу «У пошуках літературних талантів». До 150-річчя Лесі Українки (2021) літературний конкурс отримав статус міжнародного і проводиться під егідою НСПУ.
Понад 10 років Микола Хомич спонсорує святкування Івана Купала в селі Радулин. У форматі свята Івана Купала сільські дітлахи пишуть твори й есе на різні теми. Як правило, це тематика про рідне село, про сім'ю. Це своєрідний моніторинг — про що думають діти, чим живуть.

## Нагороди
- Лауреат міжнародної літературної премії імені Михайла Жизневського «Воїн Світла» (2017).[14]
- Дипломант літературної премії НСПУ імені Максиміліана Кирієнка-Волошина (2018).[15]
- Лауреат міжнародної літературної премії «Дон Кіхот».
- Премія журналу «Радуга».
- Премія конкурсу НСПУ за кращу книгу року «Глиняний кіт» (2017).

## Родина
- Батько — Хомич Харитон Володимирович (07.09.1930 20.02. 2002)
- Мати — Хомич Надія Олексіївна (20.01.1935 23.10.2018)
- Дружина — Хомич Тамара Леонідівна (19.09.1959), за фахом музикант.
- Донька — Юлія Хомич (30.03.1981), за фахом юрист з міжнародного права.

## Цікаві факти
- Микола Хомич весь час у русі, але серед усіх можливих подорожей — часто обирає екстремальні мандри. Він куштував смертельно небезпечну рибу фугу, плавав з акулами, жив на острові людоїдів, спускався в жерло вулкану, пройшов дорогою інків у Перу, побував у джунглях Амазонки, спілкувався з мешканцями африканських племен, побував у Південній Африці, Ботсвані, Зімбабве.
- 14 лютого 2017 року підняв на вершину Кіліманджаро (пік Ухуру — 5895 м) український прапор Революції Гідності з логотипами НСПУ, газети «Літературна Україна», журналу «Українська культура» і видавництв, в яких виходили його книжки.[16] Раніше була подорож у Гімалаї, про яку згадується у повісті «Дорогами Реріха і Ван-Гога».
- Колекціонує історичні пам'ятки культури. Зокрема це рідкісні книги, знаряддя праці та предмети побуту українців. У родинному обійсті в Радулині на Житомирщині створив домашній Музей культури і побуту України та Еко-парк «Радулин», де можна побачити плямистих оленів, європейських ланей і косуль, а також безліч екзотичних птахів. У цьому селі на місці колишнього фільварку письменник реставрував давній колодязь, який раніше належав графу Потоцькому. Тому самому графу, якому належав колись і палац у Львові, а зараз щорічно проводиться «Форум видавців» і відбуваються презентації нових романів Миколи Хомича. За іронією долі, предки письменника були кріпаками у Потоцьких.